# Димо Дренчев
Димо Георгиев Дренчев е български бизнесмен и политик от партия „Възраждане“. Народен представител в XLVIII народно събрание. Той е брат на организационния секретар на партия „Възраждане“ – Николай Дренчев, и двамата народни представители. Повече от две десетилетия се занимава със семеен бизнес в сферата на строителството.

## Биография
Димо Дренчев е роден на 14 ноември 1978 г. в град Ботевград, Народна република България. Завършва специалност „Маркетинг“ в Нов български университет, а след това и курсове за професионална квалификация във Виена, Австрия и в Хоф, Германия.

## Политическа дейност
Димо Дренчев е сред основателите на партия „Възраждане“ през 2014 г.  От 2021 г. той е областен координатор на партия „Възраждане“ за област Перник.

### Парламентарни избори през 2022 г.
На парламентарните избори през 2022 г. е кандидат за народен представител от листата на партия „Възраждане“, водач в 14 МИР Перник. Избран е за народен представител.